# Noureddine Bedoui

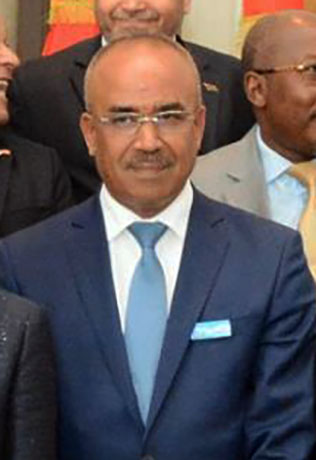
Noureddine Bedoui (2018)

Noureddine Bedoui (arabisch نور الدين بدوي, DMG Nūr ad-Dīn Badawī; * 22. Dezember 1959 in Aïn Taya) ist ein algerischer Politiker. Vom 11. März 2019 bis zum 19. Dezember 2019 war er algerischer Premierminister.

## Biografie
Noureddine Bedoui wurde am 22. Dezember 1959 in Aïn Taya in der Provinz Algier in einer Familie aus Ouargla geboren. 1985 ging Bedoui an die École Nationale d'Administration (ENA) und übernahm danach verschiedene administrative Aufgaben im Dienste der Regierung. Er war auch Generalsekretär der Provinz Oran, bevor er zum Vorsitzenden Leiter der Wilaya Sidi Bel Abbès, Bordj Bou Arreridj, Setif und schließlich Constantine ernannt wurde, wo er als Wali (Gouverneur) fungierte.
Am 11. September 2013 wurde er zum Minister für Bildung und Ausbildung ernannt. Am 14. Mai 2015 wurde er zum Innenminister befördert. Am 11. März 2019 wurde er nach dem Rücktritt von Ahmed Ouyahia und dem Rückzug von Abdelaziz Bouteflika infolge von Massendemonstrationen zum Premierminister des Landes ernannt. Da er ein etablierter Teil der politischen Klasse war, löste seine Ernennung Proteste aus. Zahlreiche Politiker der Opposition lehnten ab, in seinem Kabinett vertreten zu sein. Am 19. Dezember 2019 ernannte der algerische Präsident Abdelmadjid Tebboune Sabri Boukadoum zum neuen kommissarischen Ministerpräsidenten.